# Mihailo Petrović Alas
Mihailo Petrović »Mika« Alas (srbsko Михаило Петровић »Мика«-Алас), srbski matematik in izumitelj, * 24. april 1868, Beograd, Srbija, † 8. junij 1943, Beograd, Srbija.

## Življenje in delo
Mihailo Petrović je bil vplivni matematik in izumitelj, zaslužni profesor Univerze v Beogradu in član Srbske kraljeve akademije, Jugoslovanske akademije znanosti ter mnogih drugih znanstvenih društev. Bil je Poincaréjev učenec. Izumil je tudi enega prvih analognih računalnikov.
Ustanovil je časopis Publications mathematiques de l'Universite de Belgrade (1932 do 1941). Objavil je preko 240 strokovnih in znanstvenih del. Doprinesel je veliko na področje diferencialnih enačb in matematične fenomenologije. Njegova dela obsegajo še: aritmetiko, funkcije realne spremenljivke, funkcije kompleksne spremenljivke idr. Najpomembnejši so njegovi rezultati, ki se nanašajo na odnose na kvalitativno združitev diferencialnih enačb. 
V letih 1931 in 1933 je bil član znanstvene odprave v Severnem polarnem območju, leta 1935 pa na južni polobli. Ta potovanja je opisal v delih Skozi polarno področje (Kroz polarnu oblast); V carstvu gusarjev (U carstvu gusara); Z oceanskimi ribiči (Sa okeanskim ribarima); Po odročnih otokih (Po zabačenim ostrvima); Roman jegulje.